# Herbert Kilpin
Herbert Kilpin (Nottingham, 24 gennaio 1870 – Milano, 22 ottobre 1916) è stato un allenatore di calcio e calciatore inglese, di ruolo difensore, centrocampista o attaccante e ideatore, principale fondatore, giocatore e primo allenatore del Milan (allora conosciuto come Milan Football and Cricket Club).

## Carriera

### Nottingham
Kilpin nacque a Nottingham. Figlio di un macellaio, nato nel retrobottega del padre, crebbe in una famiglia composta da nove tra fratelli e sorelle. Dopo aver finito gli studi lavorò come assistente in un magazzino di tessuti ricamati. Già in giovane età era appassionato di calcio e a soli 13 anni aveva preso parte alla fondazione di un piccolo club amatoriale intitolato a Giuseppe Garibaldi; il club indossava delle casacche rosse, tipiche dei garibaldini.
Continuando a lavorare in ambito tessile, nel tempo libero Kilpin diede inizio alla sua carriera calcistica, giocando nella squadra del Notts Olympic e in quella parrocchiale del St. Andrew's, nelle quali ricopriva indifferentemente i ruoli di difensore e centrocampista.

### Torino
Nel 1891 Kilpin fu convinto a trasferirsi per lavoro a Torino da Edoardo Bosio, un commerciante tessile italo-svizzero, nonché calciatore, che aveva conosciuto a Nottingham. A Torino, Kilpin visse e lavorò come tecnico tessile, insegnando, per volere di Bosio, alle sue maestranze italiane l'uso dei nuovi telai inglesi. Lo stesso anno Bosio fondò l'Internazionale Torino, di cui Kilpin divenne socio e giocatore. Il club si sciolse nel 1900, ma è ritenuto essere uno dei primi del calcio italiano. Il presidente del sodalizio era Luigi Amedeo di Savoia-Aosta, Duca degli Abruzzi.
Durante questo periodo, prese parte alle prime due edizioni del campionato italiano di calcio; concepite come tornei a eliminazione diretta, la squadra piemontese perse entrambe le volte in finale contro il Genoa. Al termine di una di queste sconfitte contro i genovesi, durante un banchetto tenutosi dopo la partita, fece una promessa al capitano del Genoa Pasteur. Da una sua intervista:
(da "Lo Sport Illustrato" del 28 febbraio 1915)

### Milano
(Herbert Kilpin)

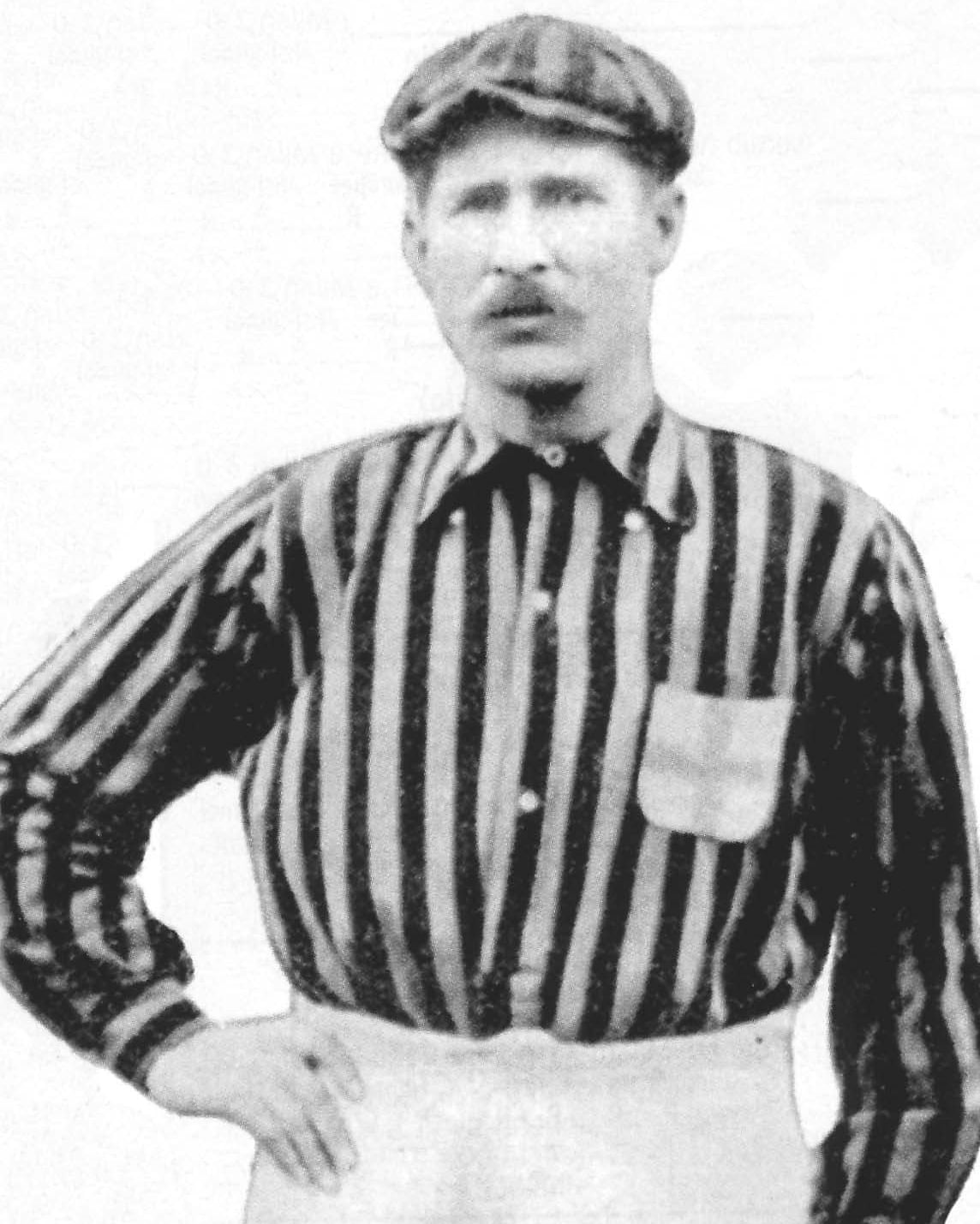
Kilpin, cofondatore e primo allenatore del Milan, in divisa da gioco durante la sua militanza nei rossoneri.

All'inizio del 1898 Kilpin lasciò Torino e si stabilì definitivamente a Milano con il collega inglese Samuel Richard Davies; qui prese a frequentare assiduamente l'American Bar facendo amicizia con alcuni inglesi residenti nella città, tra cui Alfred Edwards. Nel dicembre 1899 insieme con un gruppo di italiani ex soci di una società sportiva chiamata Mediolanum, costituì il Milan Football and Cricket Club, di cui Alfred Edwards fu il primo presidente, mentre Kilpin, che era il più esperto, ricoprì il ruolo di giocatore e manager; fu il primo allenatore, primo capitano e il primo grande giocatore del club milanese; tuttavia per parte della prima stagione agonistica lasciò il compito di capitano al più vecchio compagno di squadra David Allison. Kilpin scelse come colori sociali della neonata società il rosso e il nero, ispirandosi ai colori delle casacche del Notts Olympic, squadra con cui giocò a inizio carriera. Guidò il Milan alla conquista del suo primo scudetto, nel 1901, grazie alla vittoria per 3-0 nella finalissima contro il plurititolato Genoa. Come suo solito, giocava indifferentemente da terzino e da mediano.
Nel maggio 1902, a fine campionato (che aveva visto il Milan secondo, sconfitto in finale dal Genoa) partecipò con i rossoneri al torneo calcistico all'interno di un "Concorso internazionale ginnico-pompieristico" indetto dalla Società Ginnastica Milanese Forza e Coraggio, che vedeva impegnati atleti e squadre ambosessi di varie discipline in varie sedi sportive di Milano. Dopo aver superato l'L.R. Vicenza in semifinale, il suo Milan si aggiudicò la vittoria ex aequo con la società genovese Andrea Doria; la finale Milan-Andrea Doria terminò a reti bianche e si decise di non rigiocare una nuova partita e di spartire la vittoria, conferendo a pari merito alle due squadre la Coppa "Forza e Coraggio" e la Corona di Quercia.
Guidò il Milan alla conquista di altri due scudetti, nel 1906 e anche nel 1907, nella quale aveva lasciato il posto di allenatore a Daniele Angeloni. In totale giocò in rossonero 8 stagioni, totalizzando 22 presenze e 7 gol, aiutando la sua squadra a conquistare numerosi importanti trofei del primo decennio del novecento, quali la Medaglia del Re, la Palla Dapples e il Torneo FGNI. Disputò la propria ultima partita con il Milan il 12 aprile 1908, sul campo di via Fratelli Bronzetti, contro il Montreux-Sports; secondo altre fonti, la sua gara d'addio sarebbe stata giocata il 20 aprile 1908 a Milano, una vittoria contro l'Old Boys Basilea per 2-1, valevole per il Meeting di Pasqua.

### Rappresentativa Italiana
Benché inglese, ad aprile 1899 aveva giocato a Torino presso il Velodromo Umberto I l'incontro amichevole nella Selezione Italiana contro la Selezione Svizzera, terminato 2-1 a favore degli elvetici, incontro che lui stesso aveva contribuito a organizzare. In seguito, Kilpin prese parte a numerose altre partite della Rappresentativa Italiana. Curioso l'aneddoto legato ad uno di questi incontri contro i Grasshoppers di Zurigo. L'invito a parteciparvi giunse la sera in cui Kilpin si unì in matrimonio a Maria Beatrice Capua. Senza esitazioni, e nonostante le lamentele della moglie, il giocatore britannico prese il treno per Genova, luogo dell'incontro, e si presentò regolarmente in campo il giorno successivo.

## Ultimi anni e vicende postume
Nel 1908 Kilpin si ritirò dal calcio giocato amareggiato per l'ostracismo mostrato dalla Federazione nei confronti degli stranieri, ma rimase ancora nell'ambiente calcistico allenando i ragazzi dell'Enotria Goliardo, squadra minore milanese.
Nel 1909 viene nominato arbitro ufficiale dalla Federazione.
Morì il 22 ottobre 1916, probabilmente a causa del suo massiccio uso di alcolici. Venne sepolto al Cimitero Maggiore di Milano, in una fossa di un Campo riservato ai cosiddetti "acattolici", in genere cristiani protestanti (Kilpin era anglicano). Esumato a fine concessione nel 1928, dodici anni dopo la morte, le sue ossa si salvarono dalla dispersione nell'ossario comune grazie all'intervento pecuniario di un anonimo (probabilmente un socio del Milan o un suo ammiratore) e vennero poste in una celletta-ossario senza nome, situata in alto e di difficile visibilità, in un riparto sempre per acattolici.
La nuova tomba rimase abbandonata per decenni, sino a quando, nel 1998, venne scoperta dopo una lunga ricerca da Luigi La Rocca, storico e appassionato del Milan, che trovò negli archivi cimiteriali il nome di un certo Alberto Kilpin. Successivamente, grazie anche all'interessamento e ai finanziamenti della società rossonera, verso la fine del 1999 le sue ossa vennero traslate in una nuova e più visibile celletta-ossario al Cimitero Monumentale di Milano, la numero 162 del Riparto XV della Galleria BC di Levante Inferiore, con incisa e dipinta in rosso, oltre al nome, un'intestazione con attestato di riconoscenza firmata Milan.
Il 2 novembre 2010, per iniziativa di Banda Casciavit - Herbert Kilpin Firm, della Curva Sud Milano e dello stesso Luigi La Rocca, il Comune di Milano ha iscritto il nome di Herbert Kilpin nel Famedio, imponente costruzione funeraria nello stesso Cimitero Monumentale destinata all'eterno riconoscimento dei personaggi "illustri e benemeriti" della città di Milano, tradizionalmente inseriti con cerimonia presieduta dal sindaco ogni 2 novembre. Assieme al nome di Kilpin viene iscritto il nome di Giorgio Muggiani, ideatore e principale fondatore dell'altra principale squadra milanese, l'Inter.
Nel 2019 il Comune di Milano dedica a Kilpin una rotatoria davanti alla sede della società rossonera, a 120 anni dalla sua fondazione.
Il 13 dicembre 2024 Kilpin riceve l'onore della tumulazione nella cripta del famedio del cimitero monumentale di Milano .

## Statistiche

### Presenze e reti nei club
Presenze e reti col Milan
| Stagione  | Club   | Campionato | Campionato | Campionato | Campionato |
| Stagione  | Club   | Comp       | Pres       | Reti       |            |
| --------- | ------ | ---------- | ---------- | ---------- | ---------- |
| 1900      | Milan  | CI         | 1          | 0          |            |
| 1901      | Milan  | CI         | 2          | 2          |            |
| 1902      | Milan  | CI         | 1          | 0          |            |
| 1902-1903 | Milan  | CI         | 1          | 0          |            |
| 1903-1904 | Milan  | PC         | 3          | 1          |            |
| 1904-1905 | Milan  | PC         | 2          | 0          |            |
| 1905-1906 | Milan  | PC         | 6          | 0          |            |
| 1906-1907 | Milan  | PC         | 6          | 4          |            |
| Totale    | Totale | Totale     | 22         | 7          |            |

## Palmarès

### Calciatore/Allenatore

#### Club

##### Competizioni nazionali
- Campionato italiano: 3

Milan: 1901, 1906, 1907 (solo da giocatore)

##### Altre Competizioni
- Medaglia del Re: 3

Milan: 1900, 1901, 1902
- Torneo FGNI: 5

Milan: 1902, 1904, 1905, 1906, 1907
- Palla Dapples: 23

Milan: Dal 1905 al 1908